# オー・イエス・アイ・キャン
『オー・イエス・アイ・キャン』（Oh Yes I Can）は、クロスビー、スティルス、ナッシュ & ヤングのメンバーであるデヴィッド・クロスビーによる2枚目のソロアルバム。前作『イフ・アイ・クッド・オンリー・リメンバー・マイ・ネーム』から18年ぶりの1989年1月23日に発売された。

## 概要
デヴィッド・クロスビーはテキサス州の刑務所に約9か月間収監された後、数十年にわたる薬物乱用のために失われていたアイデアを、ドラッグの抜けた頭で溢れんばかりに発揮した。20年以上のキャリアを持つクロスビーの2作目のソロ作品『オー・イエス・アイ・キャン』（1989年）は、同じく重要なデビュー作『イフ・アイ・クッド・オンリー・リメンバー・マイ・ネーム』（1971年）に対する音楽的反論である。このアルバム・タイトルは、彼が新たに成功を収め、以前の作品に深く影響を与えた靄から自由になったことを示しているように見える。このアルバムには、ジェームス・テイラー（ボーカル）、ジャクソン・ブラウン（ボーカル）、ボニー・レイット（ギター）、ラリー・カールトン（ギター）、デヴィッド・リンドレー（ギター）、マイケル・ヘッジス（ギター）などが参加し、最初のアルバムに匹敵する豪華なメンバーが揃っている。この2枚のアルバムは、18年の歳月を経て、ポップスやロックのスタイルが大きく変化した一方で、真のサウンドクラフツマンシップは変化していないことは言うまでもない。クロスビーといえば、「Almost Cut My Hair」や「Long Time Gone」などの反抗的なロックが有名だが、彼の作曲とアレンジの真の成長は、言葉のないジャジーでスキャット・ボーカルの華麗な「Flying Man」や見事な「Distance」など複雑なメロディーに現れている。後者の曲は、かつてジェリー・ガルシアと非公式にジャムを行った「Kids and Dogs」のマイナーコード・チェンジを即座に思い起こさせる。また、内省的な 「Tracks in the Dust」やタイトル曲の「Oh Yes I Can」は、クロスビーの作品全体に共通するカタルシスのような癒しを醸し出している。その証拠に、「Guinnevere」や「Traction in the Rain」から「Thousand Roads」のような後期の作品に至るまで、幅広い曲が収録されている。ブルージーな「Drop Down Mama」や「Monkey and the Underdog」の「善と悪」の脈打つ闘いは、確かにかなりの価値があるが、より感情的な素材の横に並べると淡白になる。
4曲 (「ドライブ・マイ・カー」、「ディスタンス」、「メロディ」、「フライング・マン」) は、クロスビーの未完成の1979年から1981年のキャピトル・レコードのソロ・アルバムに収録される予定であったもの。その後、クロスビー、スティルス&ナッシュでの収録は拒否された。『CSN』（1977年）のフォローアップのために、中止された1978年のセッション中に「Drive My Car」と「Distances」を録音したが未発表となった。この時の音源のうち、「Drive My Car」はクロスビー、スティルス＆ナッシュの1991年のボックスセット、『CSN』に収録されている。

## トラックリスト
| #   | タイトル                               | 作詞・作曲                              | 時間 |
| --- | -------------------------------------- | --------------------------------------- | ---- |
| 1.  | 「Drive My Car」                       | Crosby                                  | 3:34 |
| 2.  | 「Melody」                             | Crosby, Craig Doerge                    | 4:07 |
| 3.  | 「Monkey and the Underdog」            | Crosby, Craig Doerge                    | 4:15 |
| 4.  | 「In the Wide Ruin」                   | Doerge, Henske                          | 4:47 |
| 5.  | 「Tracks in the Dust」                 | Crosby                                  | 4:48 |
| 6.  | 「Drop Down Mama」                     | Crosby                                  | 3:07 |
| 7.  | 「Lady of the Harbor」                 | Crosby, Craig Doerge                    | 3:19 |
| 8.  | 「Distances」                          | Crosby                                  | 3:36 |
| 9.  | 「Flying Man」                         | Crosby, Craig Doerge                    | 3:25 |
| 10. | 「Oh Yes I Can」                       | Crosby                                  | 5:08 |
| 11. | 「America (My Country, 'Tis of Thee)」 | Traditional, arranged by Michael Hedges | 1:58 |

## 参加ミュージシャン
- デヴィッド・クロスビー – lead and backing vocals, guitar (5, 6), acoustic guitar (8)
- ダニー・コーチマー – guitar (1, 3), electric guitar (8)
- デヴィッド・リンドレー – slide guitar (1)
- スティーブ・ルカサー – guitar (2, 4)
- マイケル・ヘッジズ – guitar (5, 11), additional backing vocals (5), arrangements (11)
- ダン・ダグモア – slide guitar (6)
- マイケル・ランドー – guitar (7)
- ラリー・カールトン – guitar (9)
- クレイグ・ダーギ – synthesizers (1), Yamaha TX816 Rhodes (2), acoustic piano (3, 4, 6, 10), Rhodes (4), keyboards (7, 9)
- キム・ブラード – synthesizers (2, 4, 10)
- マイク・フィネガン – additional organ (3), organ (6)
- ケニー・カークランド – electric piano (8)
- リーランド・スカラー – bass (1, 2, 4, 7, 9-11)
- ジョージ "チョコレート" ペリー – bass (3, 8)
- ティム・ドラモンド – bass (6)
- ジョー・ヴィタル – drums (1, 3, 8), organ (3), synthesizers (10)
- ラス・カンケル – drums (2, 4, 7, 9, 10), percussion (7)
- ジム・ケルトナー – drums (6)
- ジョー・ララ – percussion (2, 8, 9)
- キム・ハッチクロフト – saxophone (3)
- ラリー・ウィリアムズ – saxophone (3)
- ゲイリー・グラント – trumpet (3)
- ジェリー・ヘイ – trumpet (3), horn arrangements (3)
- ジャクソン・ブラウン – additional backing vocals (4)
- グラハム・ナッシュ – additional backing vocals (5, 11), electric piano (8)
- ボニー・レイット – additional backing vocals (7)
- ジェームズ・テイラー – additional backing vocals (10)
- J.D.サウザー – additional backing vocals (11)

## 制作
- プロデューサー – デヴィッド・クロスビー; Craig Doerge と Stanley Johnston (トラック 1 ～ 7、9 ～ 11)。ハワード・アルパートとロン・アルパート (トラック 8)。
- 製作総指揮 – エディ・ウィルナー
- エンジニア – Stephen Barncard 、Steve Gursky、Stanley Johnston、Gerry Lentz、Jay Parti。
- アシスタント エンジニア - トム バンハート、ゲイリー ボートナー、マイケル ボズリー、トロイ クルーズ、ラリー グッドウィン、スコット ゴードン、マーク マッケナ、ラッセル シュミット、アラン タッカー、ボブ ヴォーグト、ポール ウィンガー。
- ミキシング –ニコ・ボーラス(トラック 1);スタンリー・ジョンストン (トラック 2-11)。
- Masterdisk (New York, NY) とA&amp;M Mastering Studios (Los Angeles, CA) でBob Ludwigと Mike Reese によってマスタリングされました。
- アートディレクションとデザイン – キャロライン・バログとゲイリー・バーデン
- 写真 – Henry Diltz (裏表紙)、Jay Parti (表紙)、 Aaron Rapoport (インナー スリーブ)。